# Vrana
Vrana este un oraș în Grecia în prefectura Attica.